# Auguste Delâtre
Auguste Delâtre (Paris, 21 juillet 1822 - Paris, 25 juillet 1907) est un graveur, illustrateur et imprimeur français.
Il est le père du peintre, graveur et imprimeur Eugène Delâtre.

## Biographie
Auguste Delâtre naît à Paris le 21 juillet 1822. Fils d'un employé d'imprimerie, il entre en apprentissage à 12 ans dans l'entreprise où travaillait son père. Il quitte néanmoins rapidement ce premier patron, qui le maltraite.
En 1843, le graveur Charles Jacque l'emploie pour imprimer ses eaux-fortes, qui font alors l'objet d'une forte de demande. C'est cet artiste qui forme le jeune homme à l'a pratique de la gravure. L'un de ses premiers travaux notables est exécuté pour L'Artiste début 1845.
Son activité principale est cependant celle d'imprimeur au sein de la maison qu'il fonde en 1844. D'abord installée rive gauche, son imprimerie déménage rapidement sur la Butte Montmartre, où elle va occuper successivement différents numéros de la rue Lepic.
Son fils Eugène nait en 1864.
Au lendemain de la Commune, Auguste Delâtre se réfugie à Londres, où la famille va demeurer de 1871 à 1876. L'imprimeur, dont le travail est apprécié outre-Manche, y poursuit son activité professionnelle. Il bénéficie du réseau de Whistler, avec qui il était lié de longue date et qui avait gravé son portrait en 1858 
Auguste Delâtre meurt dans le 18e arrondissement de Paris le 25 juillet 1907. Son activité est poursuivie par son fils Eugène puis Pauline Delâtre-Remongin, la fille d'Eugène et par Camille Quesneville, son petit fils.

### Graveur et illustrateur

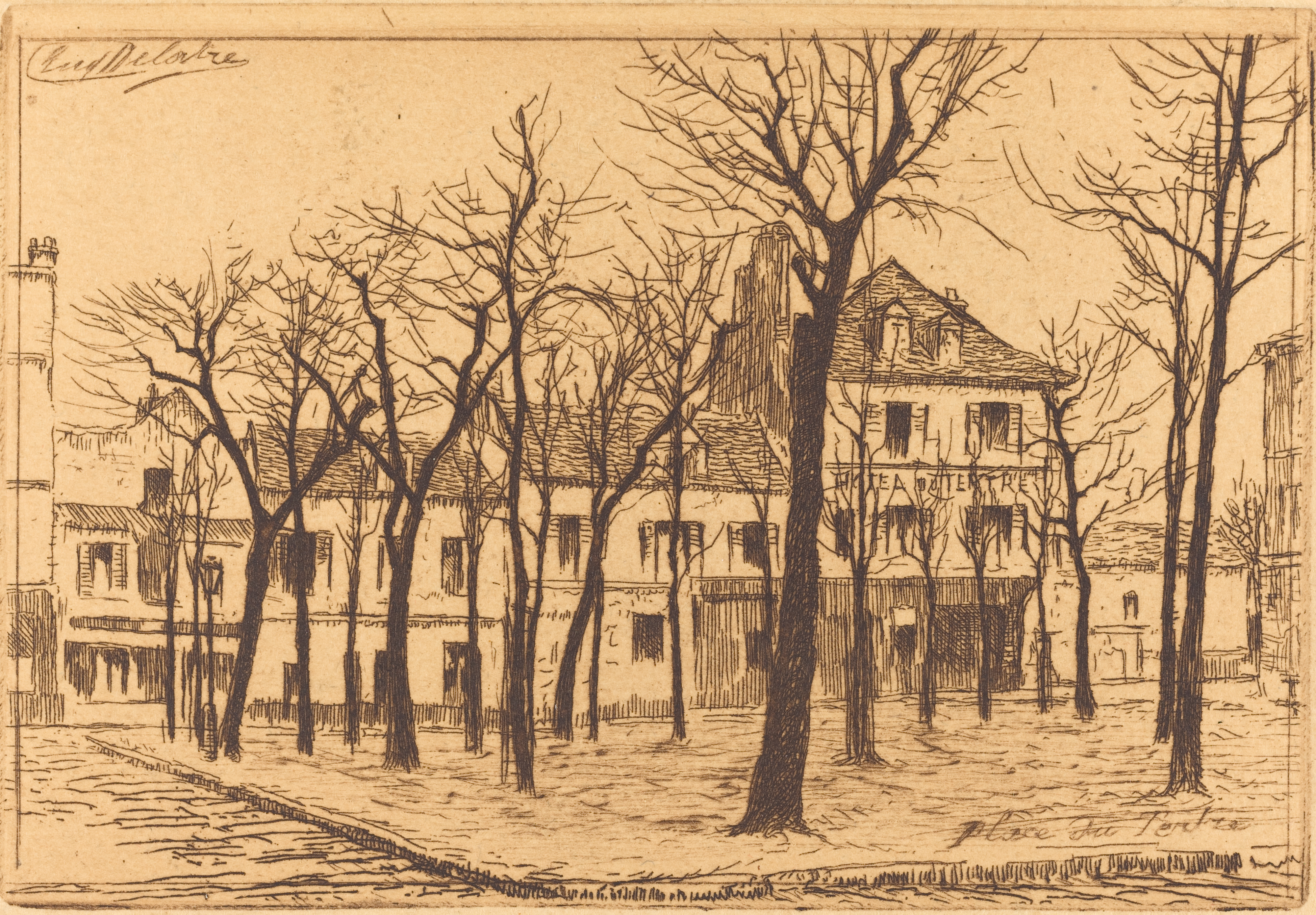
Place du Tertre, eau-forte

L'œuvre gravé d'Auguste Delâtre compte une centaine d'estampes originales.
Dans sa jeunesse, il réalise des paysages de petit format, sous l'influence de Charles Jacque, qui l'a formé à la gravure. À cette période, il donne des illustrations pour la revue l'Artiste.
Devenu l'un des plus importants imprimeurs d'art de la place parisienne, il poursuit un œuvre gravé personnel, dans lequel il expérimente l'impression en couleurs. Dans les années 1880, il réalise des monotypes.

### Imprimeur d'estampes

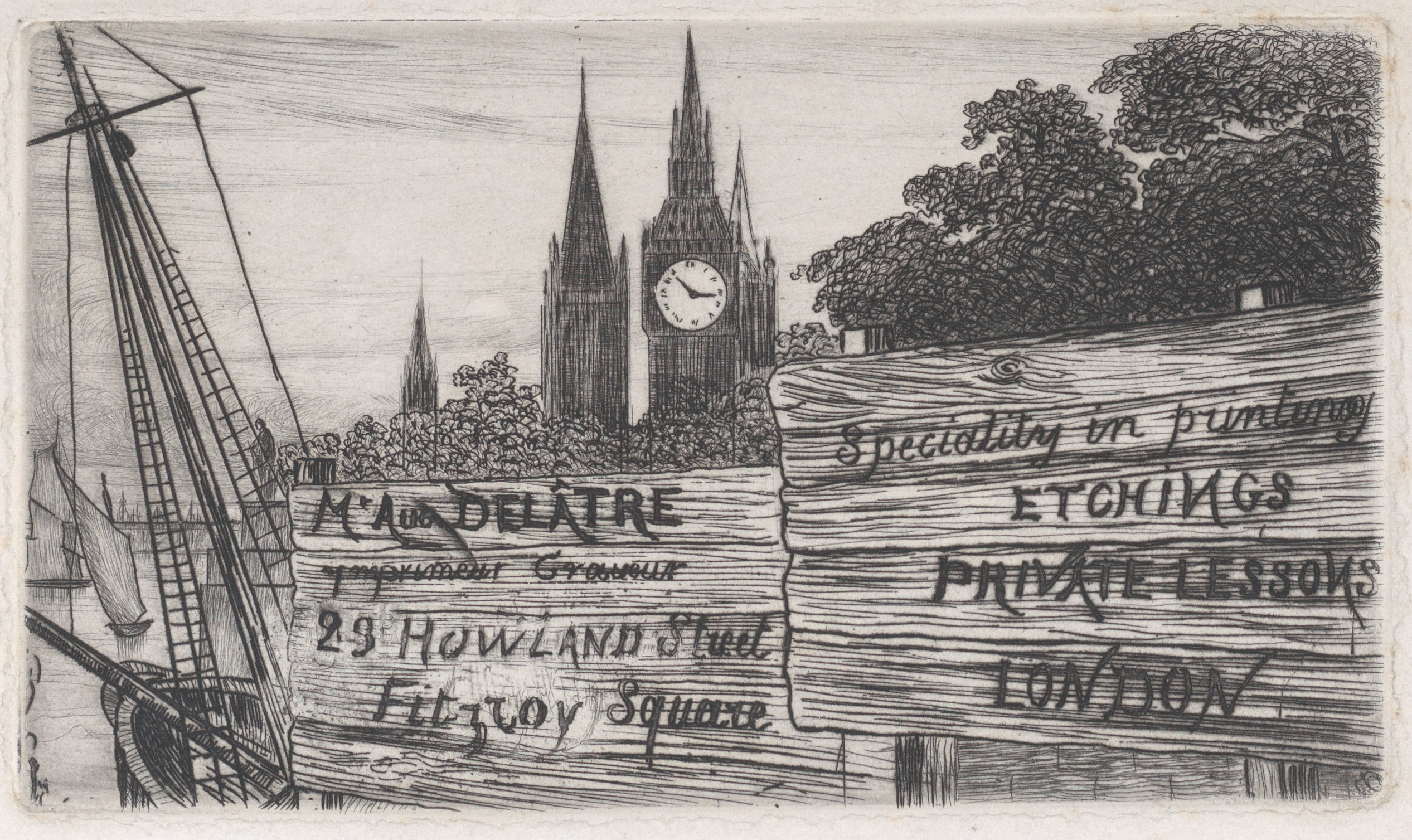
Carte adresse de la période londonnienne

En 1848, Charles Jacques, qui délaisse alors la gravure, propose à Auguste Delâtre de s'installer à son compte et lui offre de racheter ses deux presses à taille-douce et sa clientèle. Cette vente marque le début de l'imprimerie Delâtre, d'abord installée rue Saint-Jacques, dans le quartier historique des graveurs, éditeurs et imprimeurs d'estampes parisiens.
Au début de son activité, Delâtre imprime les eaux-fortes produite par les peintres de « l'École moderne » : Corot, Delacroix, Millet, Daubigny, Meryon.
Développant des pratiques novatrices d'impressions des planches (variation des encrages, recherches sur l'estampe en couleurs, retroussage lors de l'essuyage des matrices), Delâtre devient l'imprimeur attitré des peintres-graveurs rattachés au courant impressionniste, qui apprécient son savoir-faire.
Au cours de la décennie 1890, Eugène Delâtre, jusqu'alors principal assistant de l'imprimerie, reprend progressivement l'activité familiale : Auguste continue néanmoins de collaborer à l'entreprise jusqu'à sa mort en 1907.

### Promoteur de l'eau-forte originale
Par ses activités, Auguste Delâtre a fortement œuvré à la promotion de l'eau-forte originale, qui connaît un renouveau dans la seconde moitié du XIXe siècle. Son imprimerie devient un point névralgique du monde de l'estampe artistique.
Au delà de son simple rôle d'imprimeur, il accompagne de nombreux artistes dans leur découverte des techniques de la taille-douce, prodiguant conseils et leçons particulières. En 1887, il publie un traité technique, intitulé Eau-forte, Ponte sèche et Vernis Mou, auquel contribue son ami Félicien Rops.
Son engagement pour l'eau-forte originale s'est également exprimée à travers la création en 1862 de la Société des aquafortistes, dont il est l'un des fondateurs avec l'imprimeur Alfred Cadart.
Entre 1873 et 1876, Cadart et Delâtre impriment les gravures de la revue Paris à l'eau-forte fondée par Richard Lesclide.

## Élèves
- Auguste Brouet
- Eugène Delâtre, son fils
- Gustave Leheutre

## Expositions
"Un siècle d’impression(s) - Dans l’atelier des Delâtre à Montmartre". Du 15 septembre au 11 décembre 2023. Musée d'Art et d'Histoire Paul-Éluard 